# Pink-Collar-Crime
Pink-Collar-Crime to drugi studyjny album szwedzkiej wokalistki Ann Winsborn.

## Lista utworów
1. Kiss Of A Butterfly
2. Fever
3. La La Love On My Mind
4. I Want You To Remember
5. Heartbreaker
6. Play Boy Play
7. Perfect Love
8. Stay
9. Si Tu Revenais
10. Smile
11. Pink-Collar-Crime
12. Lovelight
13. Bulletproof Heart
14. Someday
15. Sometimes
16. La La l'Amour En Douce
17. Chaleur